# Duolandrevus modestus
Duolandrevus modestus är en insektsart som beskrevs av Andrej Vasiljevitj Gorochov och Warchalowska-sliwa 2004. Duolandrevus modestus ingår i släktet Duolandrevus och familjen syrsor. Inga underarter finns listade i Catalogue of Life.